# 中部県 (バーレーン)
中部県（アラビア語: المحافظة الوسطى ラテン文字転写：Al-Muḥāfaẓat al-Wusṭā、英語: Central Governorate）は、バーレーンにかつて存在した県である。バーレーン島東部の中央付近に位置していた。主な都市はリファー、イーサ・タウン、シトラである。2010年国勢調査時の人口は32万人で、同国で最も人口が多い首都県（36万人）に匹敵するほどであった。
2002年の行政区画再編時にイーサ・タウン、シトラ、リファー及び南部区（一部）の3行政区（基礎自治体）より成立する。だが2014年に行われた新選挙区の策定時に、中部県と接していた首都県、北部県、南部県の3県に分割・編入される形で消滅した。